# 명문초등학교
명문초등학교는 대한민국 부산광역시 강서구에 있는 공립 초등학교이다.

## 학교 연혁
- 2023년 5월 1일  : 개교